# Stanoveț, Șumen
Stanoveț (în bulgară Становец) este un sat în comuna Hitrino, regiunea Șumen,  Bulgaria. 

## Demografie
Componența etnică a satului Stanoveț
     Bulgari (93,33%)
     Nicio identificare (6,66%)
     Altele (0%)
La recensământul din 2011, populația satului Stanoveț era de 30 locuitori. Din punct de vedere etnic, majoritatea locuitorilor (93,33%) erau bulgari. Pentru 6,66% din locuitori nu este cunoscută apartenența etnică.